# Ulv Gegner Irminsson
Ulv Gegner Irminsson (1975 – 23. oktober 2005) var en russisk black metal-musikere, der som medlem af BlazeBirth Hall (BBH) var en større aktør indenfor den russiske NSBM-scene.
Han spillede med i BBH-bandet Forest fra 1998, og intensiverede angiveligt bandets nazistiske image i en sådan grad at trommeslageren Dagorath forlod det kort tid efter. Ved siden af Forest spillede Irminsson også sit enmandsband Raven Dark, såvel som tomandsbandet Nitberg sammen med det tredje BBH-medlem Kaldrad Branislav.
Irminsson og Branislav arbejdede også sammen i bandet Vargleide, som var et kortlivet projekt dannet efter Forest.
I 2000 besluttede Irminsson sig for at omdøbe sit soloprojekt Raven Dark til Wotansjolv. Wotansjolv nåede dog aldrig at udgive noget materiale da Irminsson 23. oktober 2005 blev knivdræbt, angiveligt af en "fanatisk antinazist".

## Diskografi

### Med Raven Dark
- 1997: Verdandi
- 1997: Berustet av Kriegsdronnet
- 1998: Foretasting Death by the Very Birth (demo)
- 1999: By the Wrath of the Opening Wide Eternity  (demo)
- 2000: Katharsis
- 2004: Last Ray Rule's Age (opsamlingsalbum)
- 2004: Hammerkrieg (split med flere andre BBH-bands)
- 2006: Autumn Roar (indspillet i 1994 – udgivet efter Irminssons død)

### Med Forest
- 1998: Foredooming the Hope for Eternity
- 1999: As a Song in the Harvest of Grief
- 2004: Hammerkrieg (split med flere andre BBH-bands)
- 2005: The Flame of Glory

### Med Nitberg
- 1999: The Wolf of the Sleipnir of the Hooves Holocaust (demo)
- 2004: Hammer Härte (split med Volkoten)
- 2004: Hammerkrieg (split med flere andre BBH-bands)
- 2005: Nitsanger (ep)

### Med Vargleide
- 2000: Pozharu Novogo Dnya / To the Flame of the New Day
- 2000: Lish Prah, Okalinu I Vyzhenu Zemlu Ostavlya

## Fodnoter
1. 1 2  Raven Dark på Last.fm
2. ↑  Nitberg på Last.fm
3. ↑  Vargleide på Encyclopaedia Metallum
4. ↑  Raven Dark på Encyclopaedia Metallum
5. ↑  Uddrag fra lageret Arkiveret 2. november 2008 hos  Wayback Machine hos Mercenary Musik.com: "FOREST – In the Flame of Glory CD The final album of Ulv Gegner Irminsson (RIP 1975 – October 23rd 2005)"